# Jacksontown (Ohio)
Jacksontown é um local designado pelo censo (CDP) no centro de Licking Township, Licking County, Ohio, Estados Unidos .  Possui uma agência postal com o CEP 43030. Encontra-se na intersecção da US Route 40 com a State Route 13.
Jacksontown é o berço de Carl Osburn, vencedor de cinco medalhas de ouro olímpicas, quatro medalhas de prata e duas de bronze. É também a sede do Distrito 5 do Departamento de Transportes de Ohio (ODOT).

## História
Jacksontown foi originalmente chamado Jackson, e sob o último nome foi estabelecido em 1829. A comunidade recebeu o nome de Andrew Jackson, sétimo presidente dos Estados Unidos. Uma estação de correios está em operação sob o nome de Jacksontown desde 1831 .